# Smedvig
Smedvig was een Noorse offshoreboormaatschappij die in 2006 over werd genomen door SeaDrill van scheepsmagnaat John Fredriksen.

## Geschiedenis
Peder Smedvig had al aandelen in meerdere schepen, maar in 1915 richtte hij Rederiet Peder Smedvig op om actief schepen te beheren. Daarnaast stapte de familie in 1917 in de visconserven en groeide daarmee uit tot de op twee na grootste van Noorwegen.
In 1935 begon Smedvig met de tanker Glittre de Smedvig Tankrederi. Aanvankelijk werd deze ingezet op de spotmarkt, maar in 1937 werd deze voor een goede prijs vercharterd aan Standard Oil Company of New Jersey. Smedvig groeide zo uit tot de rijkste man van Stavanger in het interbellum, 'Peder Money'. Tijdens de Tweede Wereldoorlog gingen vier van de vijf schepen verloren, waaronder de Glittre die op 23 februari 1943 in konvooi ON 166 door de U 628 en de U 603 werd getorpedeerd. Na de oorlog werd de rederij opnieuw opgebouwd.
In 1959 overleed Peder en nam zijn oudste zoon Torolf Smedvig de leiding over, na sinds 1937 al in het bedrijf te hebben gewerkt. De conserventak werd afgesplitst en overgenomen door Johan Smedvig, de jongste zoon. Peder had een conservatief investeringsbeleid gevolgd, terwijl Torolf meer mogelijkheden zag. Zijn strategie was om een stabiele vorm van inkomsten te genereren met langetermijncontracten en daarnaast nieuwe projecten te beginnen die wel een risico met zich meebrachten, maar niet het voortbestaan van het bedrijf in gevaar brachten. Onder hem werd dan ook een diversificatie doorgevoerd waarbij het bedrijf het toerisme, het vastgoed en ook de net ontluikende offshore inging.
De tankerrederij bleef van belang en ook hier bracht Torolf zaken in een versnelling. De in 1963 opgeleverde tanker Vestalis was het grootste schip in Scandinavië en toen de tanker Veni in 1969 werd opgeleverd, was dit het grootste schip van Noorwegen. Ook bestelde Smedvig in 1970 twee gastankers. Door de oliecrisis van 1973 was de tankerindustrie echter zwaar getroffen. In september 1973, net voordat de crisis uitbrak, had Smedvig bij Howaldtswerke-Deutsche Werft (HDW) op speculatie een ULCC besteld met een draagvermogen van 472.000 ton. Van dit HDW 470-ontwerp werden in totaal vier tankers besteld door Noorse reders, bouwnummer 86 voor P. Meyer, 87 voor Smedvig en 88 en 89 voor Waages Tankrederi. Dit zouden de grootste schepen ooit in Duitsland gebouwd moeten worden en daartoe moest het bestaande dok 8 uitgebreid worden. Aangezien de schepen niet vercharterd waren, probeerden Meyer en Smedvig na de crisis van het contract af te komen. HDW werkte daar niet aan mee en wilde alleen opzeggen als er andere orders voor in de plaats kwamen. Uiteindelijk werd er geschikt, waarbij Smedvig 100 miljoen NOK betaalde om het schip niet te laten bouwen.
Zoals veel Noorse reders kwam ook Smedvig in een liquiditeitscrisis terecht. Hiertoe richtte de Noorse overheid een waarborgfonds op, het Garantiinstituttet for skip og borerigger (GI). Torolf Smedvig vond echter dat dit een ondernemersrisico was en niet op de staat afgewenteld moest worden. Hij maakte dan ook geen gebruik van het fonds, maar ging met de banken in gesprek. Afgezien van Crédit Lyonnais gingen die allemaal akkoord met een moratorium van een jaar. In 1980 verkocht Smedvig zijn laatste olietanker, de Veni. Wel hield het de gastankers aan.

### Offshore
Op 13 april 1965 werd de eerste licentieronde aangekondigd voor het Noorse continentaal plat. Amerikaanse oliemaatschappijen waren op zoek naar havens die als basis konden dienen over de offshore en Richard Loeffler van Esso Exploration nam contact op met Smedvig. In de verlaten haringoliefabriek Fjeldberg Bruk accepteerden de Amerikanen direct het eerste bod, wat voor Smedvig duidelijk maakte dat er toekomst in zat.
In Oslo zette Smedvig met partners North Sea Exploration Services op, dat in de zomer van 1966 operationeel werd met de Norsea-basis. In het najaar van 1965 kocht Smedvig een gebied in Dusevik ten noorden van Stavanger en bouwde daar een oliebasis. De reputatie van Torolf Smedvig was dusdanig dat Stavanger hierna als centrum voor de olie-exploratie in Noorwegen werd beschouwd.
De ontdekking van Ekofisk in 1969 bracht zaken in een stroomversnelling. In 1970 richtte Smedvig met Joachim Grieg uit Bergen een rederij voor bevoorradingsschepen (supplier) op, Norway Supply Ships. Daartoe werd in 1971 de West Osprey als eerste schip opgeleverd door scheepswerf Pattje. Dit was nog een pure supplier, de daaropvolgende schepen waren ook geschikt om te slepen en ankers te behandelen als AHTS. Met Smedvik mekaniske verksted ging het bedrijf ook zelf suppliers bouwen.
In 1971 bestelde Smedvig bij Compagnie Francaise d’Entreprises Métalliques (CFEM) een halfafzinkbaar boorplatform (semi). Deze West Venture werd in 1973 opgeleverd, waarmee Smedvig ook een boormaatschappij werd.
In 1977 overleed Torolf en nam zijn zoon Peter T. Smedvig het roer over. In 1982 werd de semi West Vanguard opgeleverd en in 1986 de West Vision, die in 1987 om werd gebouwd naar Floating Production System. Als halfafzinkbaar productieplatform Veslefrikk B werd het ingezet in het Veslefrikk-veld.
In 1986 nam Smedvig Robray Offshore Drilling Company over waarmee het bedrijf toegang kreeg in Azië en de beschikking over een vloot van boortenders. Met de overname in 1997 van Petrodril werd dit verder verstevigd. Met Petrodril kreeg het de beschikking over de eerste semi-boortender, de West Pelaut.
In 1988 werd ook Dyvi Drilling overgenomen. In 1989 werden alle booractiviteiten ondergebracht in Smedvig ASA. In 1990 werd dit naar de beurs gebracht, waarna de familie nog zo'n 49% in bezit had.
In 1993 nam Smedvig de semi Songa Moon over als West Theta en kwam de jackup West Epsilon in de vaart.
In 1989 liet Smedvig op speculatie de Smedvig Production Unit (SPU) bouwen bij Astano. Het ontwerp was een Tentech 850C, gebaseerd op de Petrojarl I. Hiervoor verkreeg Smedvig een contract voor het Gryphon-veld, waar het als FPSO diende. In 1994 volgde de SPU 380 die wederom op speculatie werd gebouwd, nu door Far East Levingston Shipbuilding (FELS). Deze werd uiteindelijk in 1996 opgeleverd en als FPSO ingezet in het Balder-veld van Esso. Nadat Esso het contract voor het Balder-veld had opgezegd, stopte Smedvig met de productie-tak.
Tussen 1995 en 1997 nam het een aantal technologiebedrijven in de olie-industrie over die het samenvoegde onder Smedvig Technologies. In 1999 fuseerde dit met Multi-Fluid ASA tot Roxar ASA.

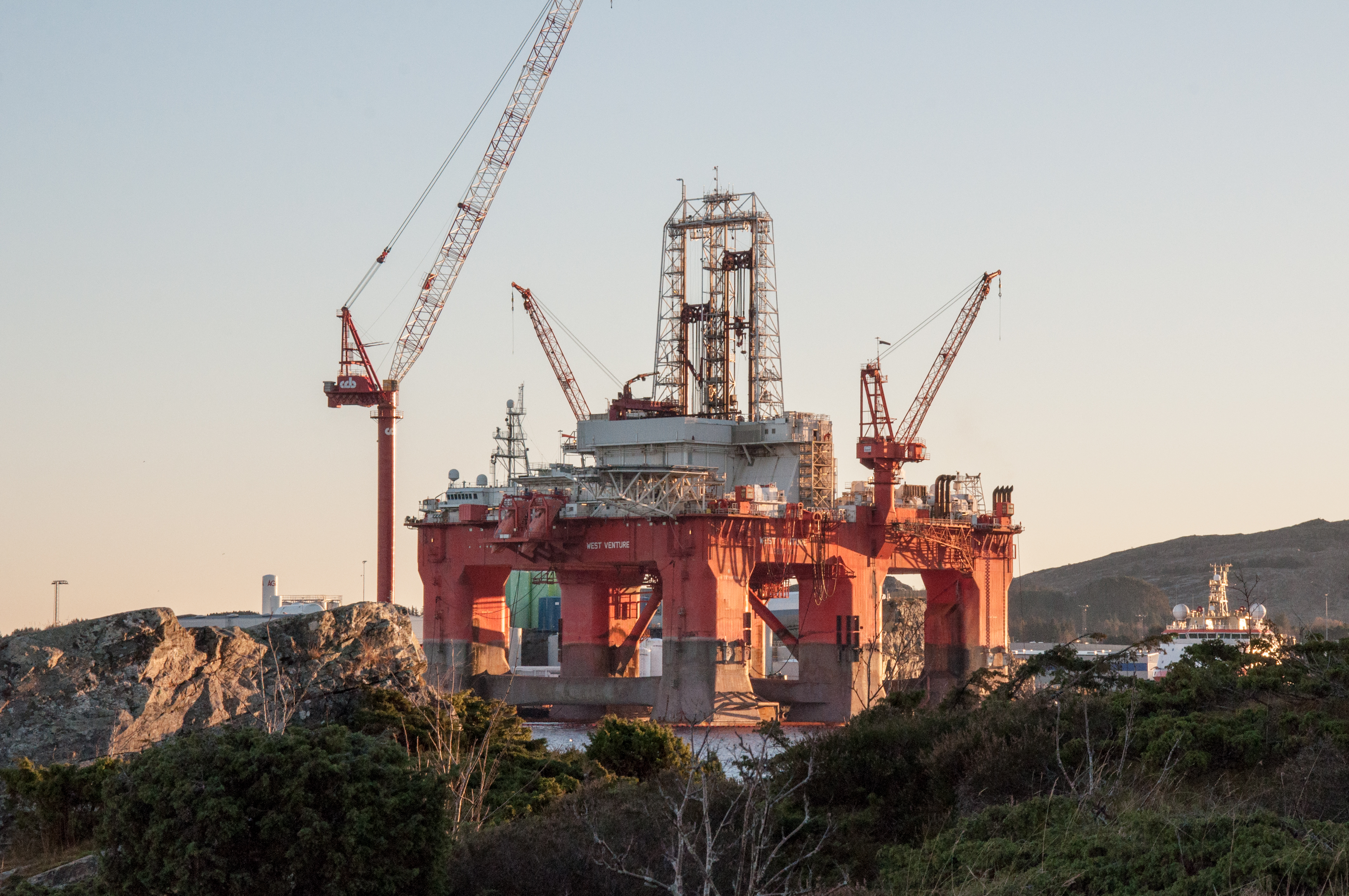
De West Venture uit 2000

In 2000 werd een nieuwe semi West Venture opgeleverd en het boorschip West Navigator, waarmee het bedrijf zich op dieper water richtte. In Azië breidde het bedrijf ondertussen uit door een reeks semi-boortenders te laten bouwen.
In 2006 werd Smedvig overgenomen door SeaDrill. Met Smedvig Capital investeert de familie sindsdien in private-equityfondsen en start-ups.